# Heavens-Above
Heavens-Above è un sito web di una organizzazione non a scopo di lucro sviluppato e mantenuto da Chris Peat. Il sito web è dedicato all'aiuto di coloro che osservano e tracciano le orbite dei satelliti  intorno alla Terra senza la necessità di equipaggiamento ottico come binocoli o telescopi. Il sito web fornisce dettagliate carte stellari che mostrano la traiettoria dei satelliti sullo sfondo stellare durante il passaggio del volo spaziale. Un'attenzione particolare è rivolta alla Stazione spaziale internazionale, al fenomeno ottico Iridium flare e ad altri satelliti. Le missioni dello Shuttle spaziale sono state monitorate fino a quando il programma è stato ritirato nel luglio 2011.
Il sito web offre anche informazioni sugli oggetti celesti attualmente visibili comete, asteroidi, pianeti e varie altre informazioni.
La rivista Sky & Telescope descrive Heavens-Above come "il più popolare sito web per il tracciamento dei satelliti."
Gli utenti facendo clic sulla mappa del mondo possono impostare la loro posizione di visualizzazione. Gli saranno forniti elenchi di oggetti, la loro luminosità e il tempo e la direzione per vedere quegli oggetti. Vengono fornite informazioni circa le stazioni spaziali, i razzi, i satelliti, la spazzatura spaziale e anche i dati del Sole, Luna e i Pianeti.
Gli autori offrono una app mobile freeware che mostra informazioni simili per la posizione degli utenti.

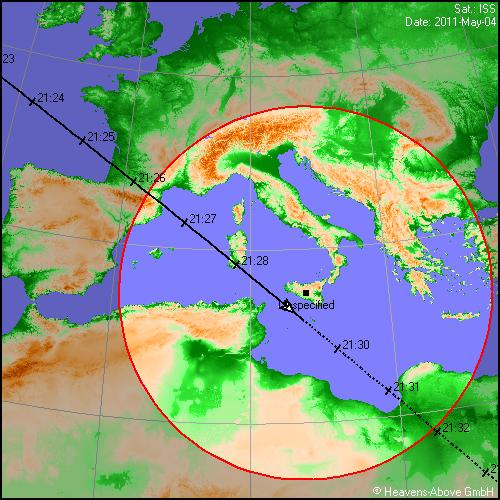
Una traiettoria terrestre dal sito web Heavens-Above. Un osservatore in Sicilia può osservare la Stazione Spaziale Internazionale percorrere l'orbita alle 21:26. Un oggetto luminoso appare a nordovest, attraversa il cielo